# Llanto por un bandido
Llanto por un bandido is een Spaans-Frans-Italiaanse dramafilm uit 1964 onder regie van Carlos Saura.

## Verhaal
José María komt in opstand tegen het bewind van koning Ferdinand VII. Zo wordt hij de leider van een dievenbende. Hij wordt verliefd op een jonge vrouw en besluit om samen te werken met de autoriteiten. Zijn vroegere makkers nemen hem dat niet in dank af.

## Rolverdeling
| Acteur                  | Personage               |
| ----------------------- | ----------------------- |
| Francisco Rabal         | José María              |
| Lea Massari             | María Jerónima          |
| Philippe Leroy          | Pedro Sánchez           |
| Lino Ventura            | El Lutos                |
| Manuel Zarzo            | El Sotillo              |
| Silvia Solar            | Markiezin de los Cerros |
| Fernando Sánchez Polack | Antonio                 |
| Antonio Prieto          | El Lero                 |
| José Manuel Martín      | El Tuerto               |
| Augustín González       | Kapitein Leoncio Valdés |
| Venancio Muro           | Jiménez                 |
| Rafael Romero           | De zigeuner             |
| Gabriele Tinti          |                         |
| Luis Buñuel             | De beul                 |
| Antonio Buero Vallejo   | De magistraat           |